# Valle Viejo (tổng)
Valle Viejo tổng khu vực trung bộ thuộc tỉnh Catamarca ở Argentina.
Tổng này có dân số khoảng 24.000 người và diện tích 540km², thủ phủ là San Isidro.
Vùng Valle Viejo đã có con người sinh sống ít nhất 8000 năm. Khoảng 1000 năm trước vùng này đã có dân định cư và canh tác, săn bắn ở đây. Họ đã xây nhà cửa, hệ thống thủy lợi và thành lũy.